# Undvikningszon

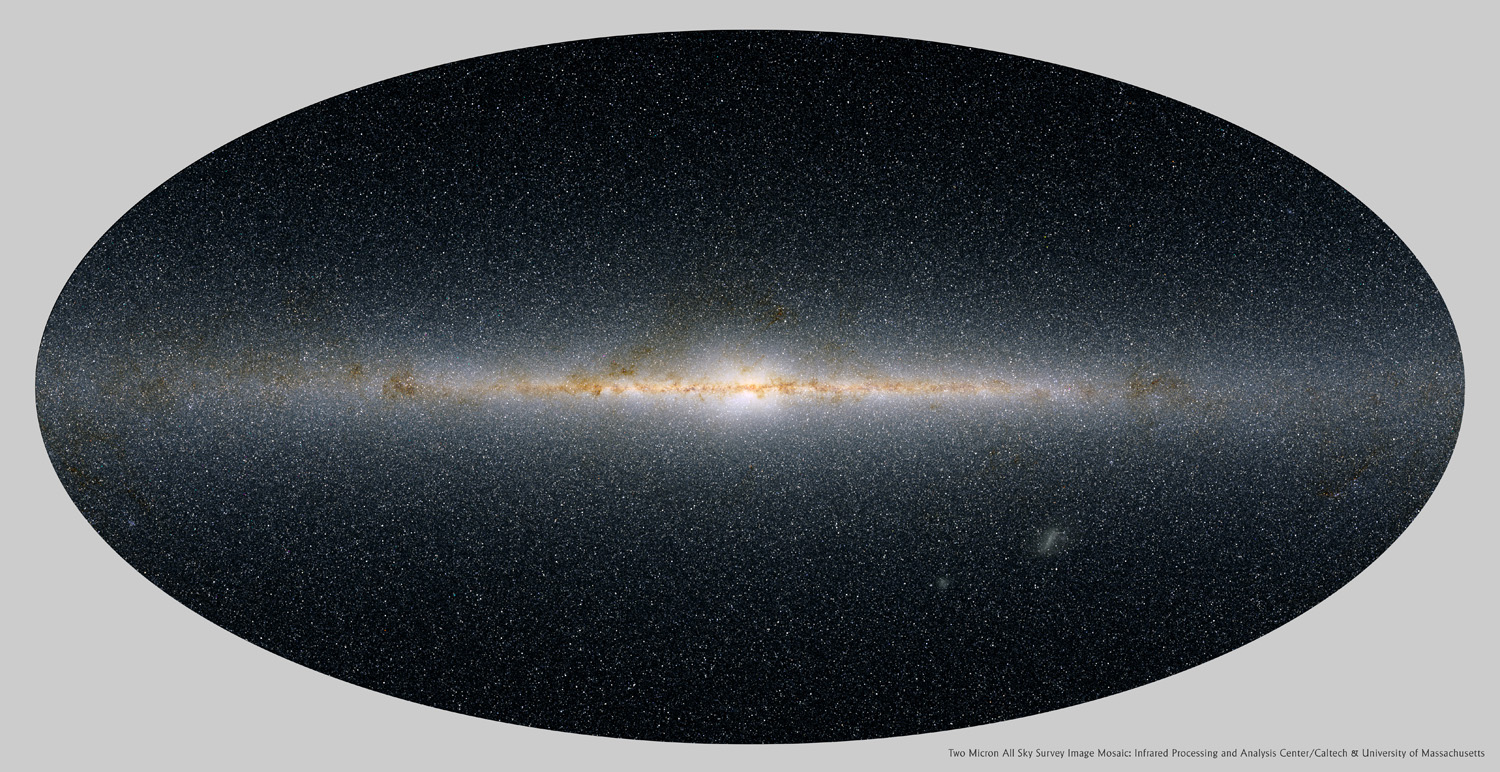
Vintergatan orsakar en undvikningszon för lokala observatörer.

Undvikningszon (en: zone of voidance) är ett astronomiskt begrepp som syftar på den tomma region i det galaktiska planet där man inte kan se några galaxer. 
I Vintergatan är rymdstoft koncentrerat i ett mycket tunt lager (omkring 100 parsec) i det galaktiska planet. Eftersom solen är belägen nära dess centrala plan, är extinktionen mycket hög i riktningen längs detta lager av stoft. Detta medför att bilden man får av distributionen av galaxer är felaktig - man ser i stort sett inga galaxer belägna längs det galaktiska planet, men däremot många längs alla andra vinklar. Det är denna tomma region som kallas för undvikningszon.